# Sylvester Igboun
Sylvester Emeka Igboun, znany jako Sly (ur. 8 września 1990 w Lagos) – nigeryjski piłkarz grający na pozycji lewoskrzydłowego lub środkowego napastnika. Sześciokrotny reprezentant Nigerii.

## Kariera klubowa
Swoją karierę piłkarską Igboun rozpoczął w 2004 roku w klubie FC Ebedei. W 2006 roku wyjechał do Danii i podjął tam treningi w klubie FC Midtjylland. W 2009 roku awansował do kadry pierwszej drużyny FC Midtjylland. 26 kwietnia 2010 zadebiutował w niej w Superligaen w przegranym 0:2 wyjazdowym meczu z Randers FC. W sezonie 2010/2011 stał się podstawowym zawodnikiem FC Midtjylland. W maju 2011 wystąpił w przegranym 2:3 finale Pucharu Danii z FC Nordsjælland. W sezonie 2014/2015 wywalczył z FC Midtjylland pierwsze w historii tego klubu mistrzostwo kraju.
Latem 2015 Igboun przeszedł do rosyjskiego klubu FK Ufa. W rosyjskiej Priemjer-Lidze zadebiutował 25 lipca 2015 w przegranym 1:2 domowym meczu z FK Rostów.
We wrześniu 2019 Igboun został wypożyczony do Dinama Moskwa. Swój debiut w nim zaliczył 16 września 2019 w zremisowanym 0:0 domowym meczu z FK Ufa. W lipcu 2020 został wykupiony przez Dinamo za 2 miliony euro. Po rundzie jesiennej sezonu 2021/2022 odszedł z Dinama.
20 lutego 2022 podpisał kontrakt z rosyjskim FK Niżny Nowogród. W klubie rozegrał dwa mecze – jeden w lidze, drugi w Pucharze Rosji, 16 marca 2022, a po niecałym miesiącu, rozwiązał umowę za porozumieniem stron.
28 października 2022 związał się z indyjskim NorthEast United.
| Sezon   | Klub           | Kraj  | Rozgrywki     | Mecze | Gole |
| ------- | -------------- | ----- | ------------- | ----- | ---- |
| 2009/10 | FC Midtjylland | Dania | Superligaen   | 1     | 0    |
| 2010/11 | FC Midtjylland | Dania | Superligaen   | 31    | 6    |
| 2011/12 | FC Midtjylland | Dania | Superligaen   | 31    | 8    |
| 2012/13 | FC Midtjylland | Dania | Superligaen   | 25    | 8    |
| 2013/14 | FC Midtjylland | Dania | Superligaen   | 28    | 10   |
| 2014/15 | FC Midtjylland | Dania | Superligaen   | 31    | 9    |
| 2015/16 | FK Ufa         | Rosja | Priemjer-Liga | 25    | 4    |
| 2016/17 | FK Ufa         | Rosja | Priemjer-Liga | 24    | 3    |
| 2017/18 | FK Ufa         | Rosja | Priemjer-Liga | 26    | 7    |
| 2018/19 | FK Ufa         | Rosja | Priemjer-Liga | 27    | 9    |
| 2019/20 | FK Ufa         | Rosja | Priemjer-Liga | 6     | 2    |
| 2019/20 | Dinamo Moskwa  | Rosja | Priemjer-Liga | 20    | 2    |
| 2020/21 | Dinamo Moskwa  | Rosja | Priemjer-Liga | 17    | 1    |
| 2021/22 | Dinamo Moskwa  | Rosja | Priemjer-Liga | 10    | 0    |

## Kariera reprezentacyjna
W reprezentacji Nigerii Igboun zadebiutował 5 września 2015 w zremisowanym 0:0 meczu kwalifikacji do Pucharu Narodów Afryki 2017 z Tanzanią.